# Várkert sétány
A Várkert sétány vagy Graft-menti sétány (románul: Aleea După ziduri, németül: An der Graft) Brassó északnyugati, jórészt épen fennmaradt várfalát és a Graft folyását követő promenád, mely a történelmi központ megkerülésével köti össze Bolgárszeget a Postaréttel. A városiak és a turisták egyik kedvelt kikapcsolódó helye.

## Elnevezése
19. századi magyar elnevezései Árokmente, majd Kovács Antal sétány, később Graft-menti sétány. Németül az An der Graft és Hinter der Graft elnevezéseket jegyezték fel. Hivatalos román elnevezése După ziduri (A falak mögött); 1920–1945 között Vasile Conta román antiszemita filozófus nevét viselte.

## Története
A városközponttól északnyugatra húzódó Graft-csatornát a 14. században alakították ki, és a város egyik legelső védművének számított. A 15. században a patak mentén nyolc toronnyal ellátott várfalat emeltek, és a patak fölötti meredek Bácsélen (a Warthe-domb délkeleti oldalán) felépítették a Fekete tornyot és a Fehér tornyot, a városerőd részeiként. A 16. század közepén egy bástyák által védett második várfalat is építettek, az elsővel párhuzamosan.
A várfal és a patak közötti gyalogos utat, a mai Várkert-sétány elődjét 1575-ben alakították ki. Az átjárót veszély esetén, továbbá a „csempészet megakadályozásának érdekében” a Fekete toronyból leengedett háromszáz kilogrammos lánccal lehetett lezárni (a lánc jelenleg a Takácsok bástyája udvarán tekinthető meg). Ezzel a szászok arra kényszerítették a bolgárszegi román kereskedőket, hogy bármerre is induljanak, átmenjenek a városerődön, és így vámot fizessenek. A korai újkorban erről vicc is született: „Melyik Erdély legvadabb városa? Brassó, mert vasláncon tartják.”
A Várkert-sétány a 19. században nyerte el mai formáját, mikor részben feltöltötték a Graft medrét, és a Kovácsok bástyája melletti részt kiszélesítették. A század végén a Szíjgyártók bástyáját és a várfalak egy részét lebontották, később itt építették fel a Római Katholikus Főgimnázium központi épületét. Mellette több Kolostor utcai épület hátsó bejárata van: itt volt az egykori Európa Szálló nyárikertje (később a Corso mozi kijárata) és a Spitz-palota hátsó szárnya (jelenleg itt működik a Vöröskereszt). Egy további falszakasz lebontásával, a Graft-bástya közelében építették fel Friedrich Czell iparos házát (a főtéri Czell-palota mögött).
1928-ban a csatorna északi végét befedték, és parkolót alakítottak ki rajta. 1968–1969 között a várfalat és a sétányt helyrehozták és felújították. A 21. század elején többször tervezték, hogy megszüntetik, és autók által járható utcává alakítják át.

## Leírása
A Várkert sétány a középkori városerődöt megkerülve a Bolgárszeg szélén álló Kovácsok bástyájától az Óbrassót határoló Postarétig húzódik. Az árnyékos, falakkal és fákkal határolt, patak csobogásától hangulatos hely Teofil Mihăilescu műépítész szerint „a kamaszkori titkolózások helye, a kissé rejtett sétáké, a csendes útrövidítés a Postarét és a Bolgárszeg között, ha egy percre szabadulni akarsz a város zajától [...] és csak saját gondolataiddal foglalkozni. A várfal, a sziklák és patakmeder világa pontosan az a hely, ahol a világok közötti átmenet megtörténik: [...] ahogy a Bolgárszeg olyan, mint kis házak, keskeny és kanyargós utcák, apró kertek vízesése, úgy a Postarét mintha tág sugárutak, nagy épületek és széles sétautak zuhataga lenne”.

### Látnivalók
A Várkert sétány a városiak és a turisták egyik kedvelt kikapcsolódó helye, számos látványossággal. A főbb látnivalók délről (a Bolgárszegtől) indulva észak felé (a Postarét irányába):
- A Johannes Honterus Líceum egykori szárnya, jelenleg szülészet. 1911–1913 között épült Albert Schuller városi építész felügyeletével, mivel a líceum templomudvari épületei kicsinek bizonyultak a diákok számára. 1948-ban a románok államosították az épületet és kórháznak nevezték ki.[2]
- Kovácsok bástyája, a városerőd nyugati szögletbástyája. A 16. században emelték; az erődítmény védelmi szerepének hanyatlása után, a 18. században raktárrá alakították, később hivatalokat és lakásokat is kialakítottak benne. A 20. századtól itt működik a Brassó Megyei Levéltár.[10]
- Fekete torony, a város középkori külső őrtornyainak egyike. A 15. században épült, nevét több villámcsapás, tűzvész rongálásának köszönheti, bár koromrétegét a 20. században eltávolították.[11] Erkélyéről kiváló kilátás nyílik a történelmi központra; ez a látvány szerepel a legtöbb könyvben, kalauzban.
- Fehér torony, szintén a város fölé magasodó Bácsélen emelték, a falakhoz viszonyított szintkülönbsége 30 méter. Egykoron csak mozgóhídon lehetett elérni, jelenleg lépcső vezet hozzá. A 15. században épült, az első várfalakkal együtt.[12]
- Graft-bástya, a Fehér torony alatt. Kettős célt szolgált: az egyik, hogy felügyelje az északnyugati várfal mentén húzódó utat, a másik, hogy összeköttetést teremtsen a vár és a Fehér torony között.[3] A városerőd leglátványosabbnak tartott bástyája, ma múzeumi kiállítás tekinthető meg benne.
- A Graft fölé emelkedő magaslatot, a 718 méteres Warthe-domb délkeleti oldalát Bácsélnek nevezik.[13] Német neve, Raupenberg (Hernyó-hegy) nagy valószínűséggel népetimológiás: régi formája Ruppin Berg, mely a latin rupes, azaz szikla szóból származik.[14] A Fekete és Fehér torony közötti részét Rámahegynek (Romuri, Rahmenberg) is nevezték, ugyanis itt 1850 után egymás mellé, több sorban 137 állványt állítottak fel, amelyeken a posztót szárították és a vásznat fehérítették; ezeket a századvégi vámháborúig használták.[15] 1887–1888-ban erdeifenyővel ültették be az addig csupasz domboldalt, mely már korábban is népszerű sétálóhelynek számított, és az oldal tetején létrehozták az úgynevezett Királyi sétautat (Promenada Regală, Königsweg), melyet az 1960-as években elpusztítottak a DN1E főút építése során.[7][16]
- Friedrich Czell iparos egykori háza.
- Brassaï tér, az egykori Jegyzők zwingere; kis tér, melyet a régi várfalak vesznek körül, és megtekinthető az egyik középkori őrtorony is.[17]
- A Spitz-palota és az egykori Európa Szálló hátsó kijáratai; az előbbiben működik a helyi vöröskereszt.
- Áprily Lajos Főgimnázium, főépületét 1900–1901-ben húzták fel Alpár Ignác tervei alapján.[2]
- A sétány végén, a Postarét határán látható az 1888-ban épült Baiulescu-ház és a kereskedelmi kamara 1926-ban épült egykori székhelye (jelenleg George Barițiu Megyei Könyvtár).

## Képek

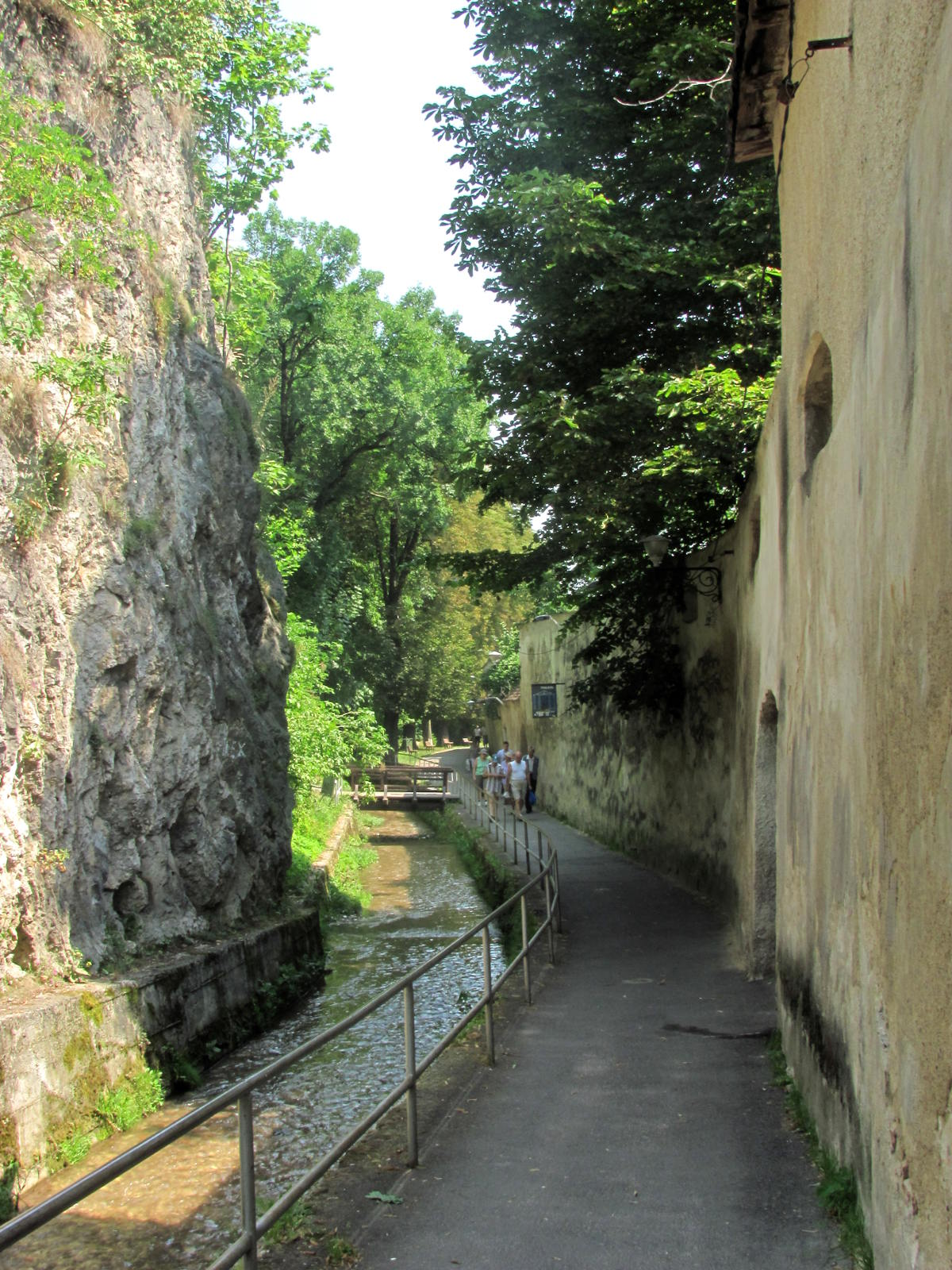
Nyár
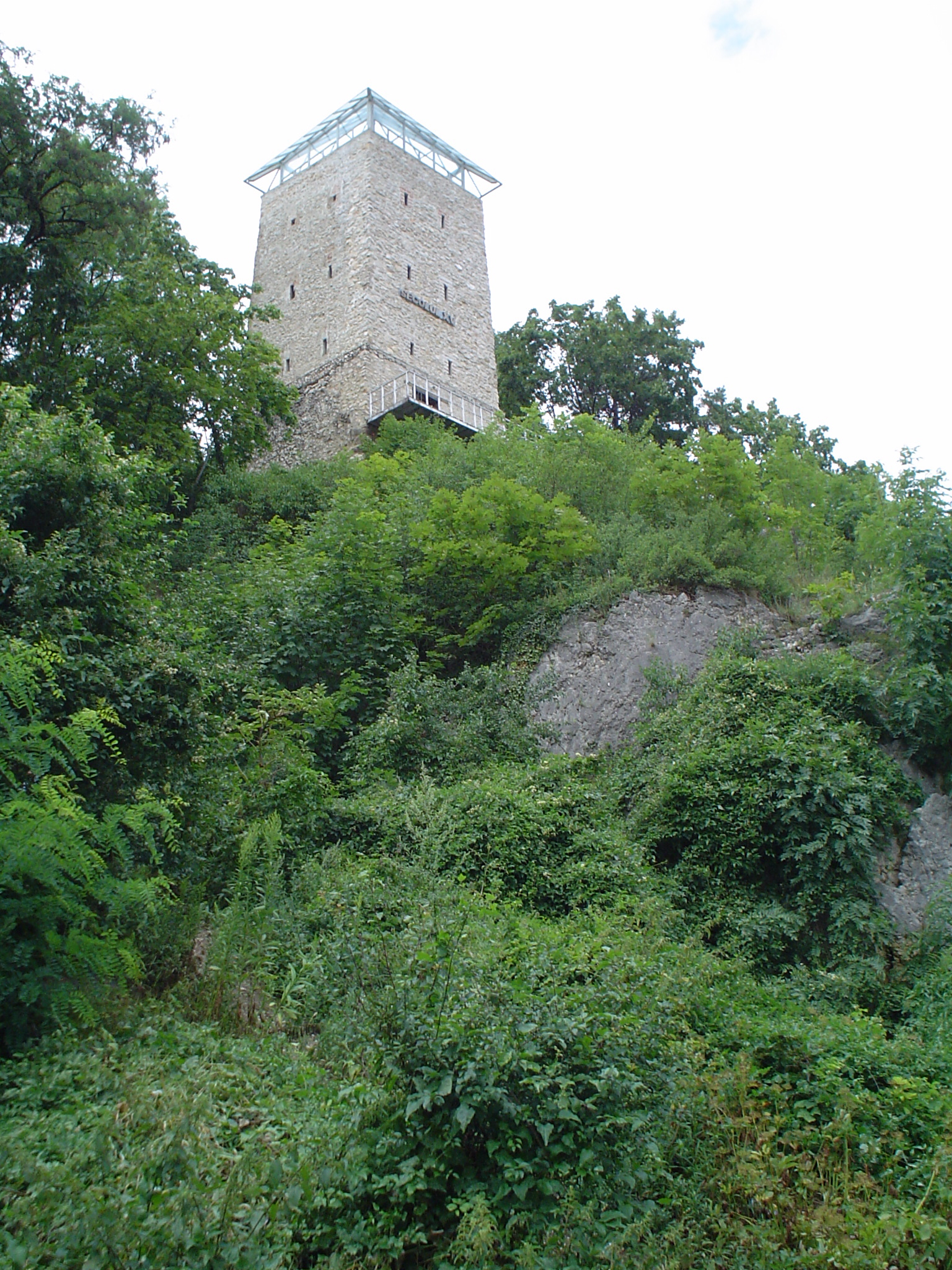
A Fekete torony a Bácsélen
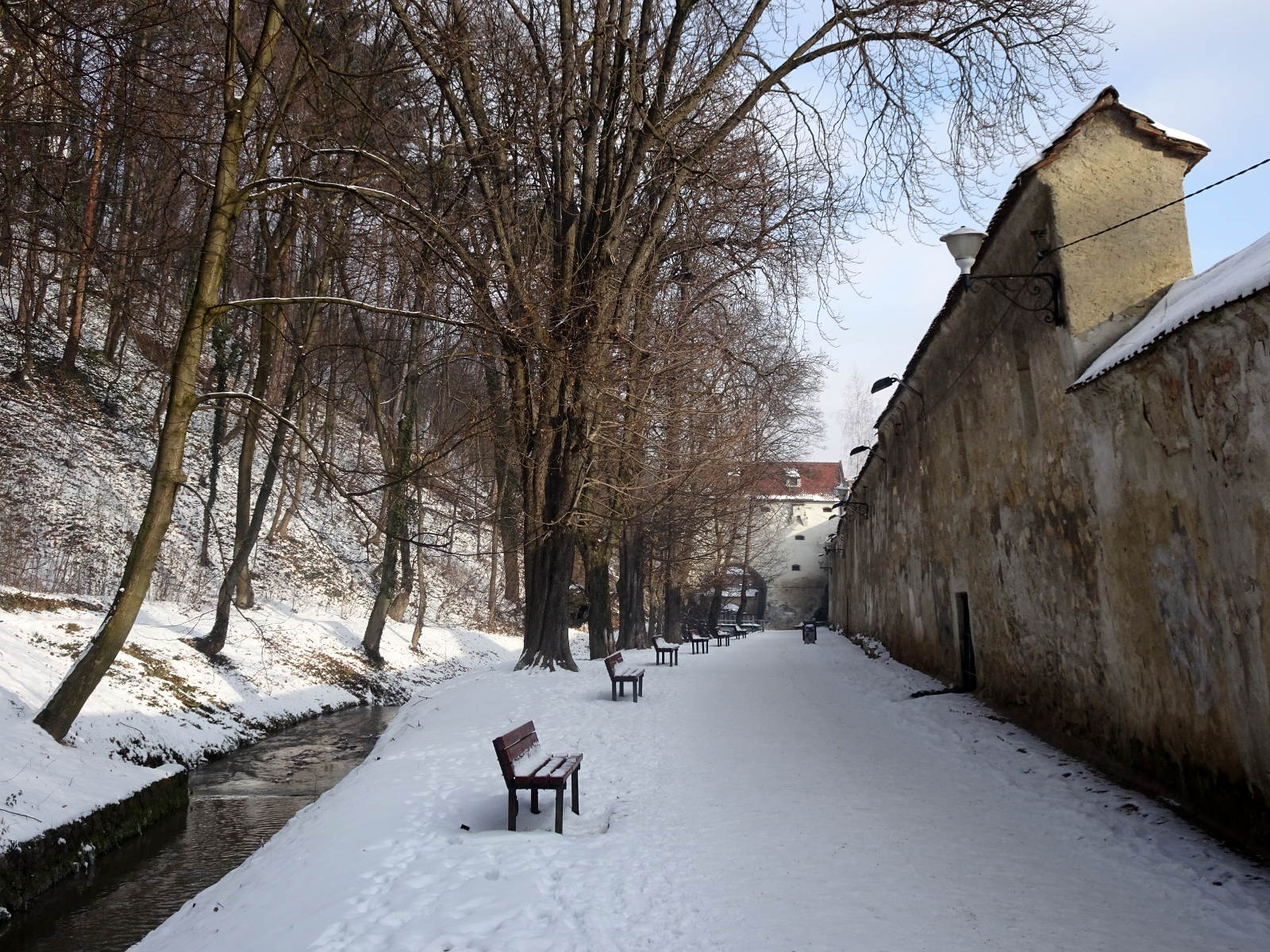
A patak és a várfal
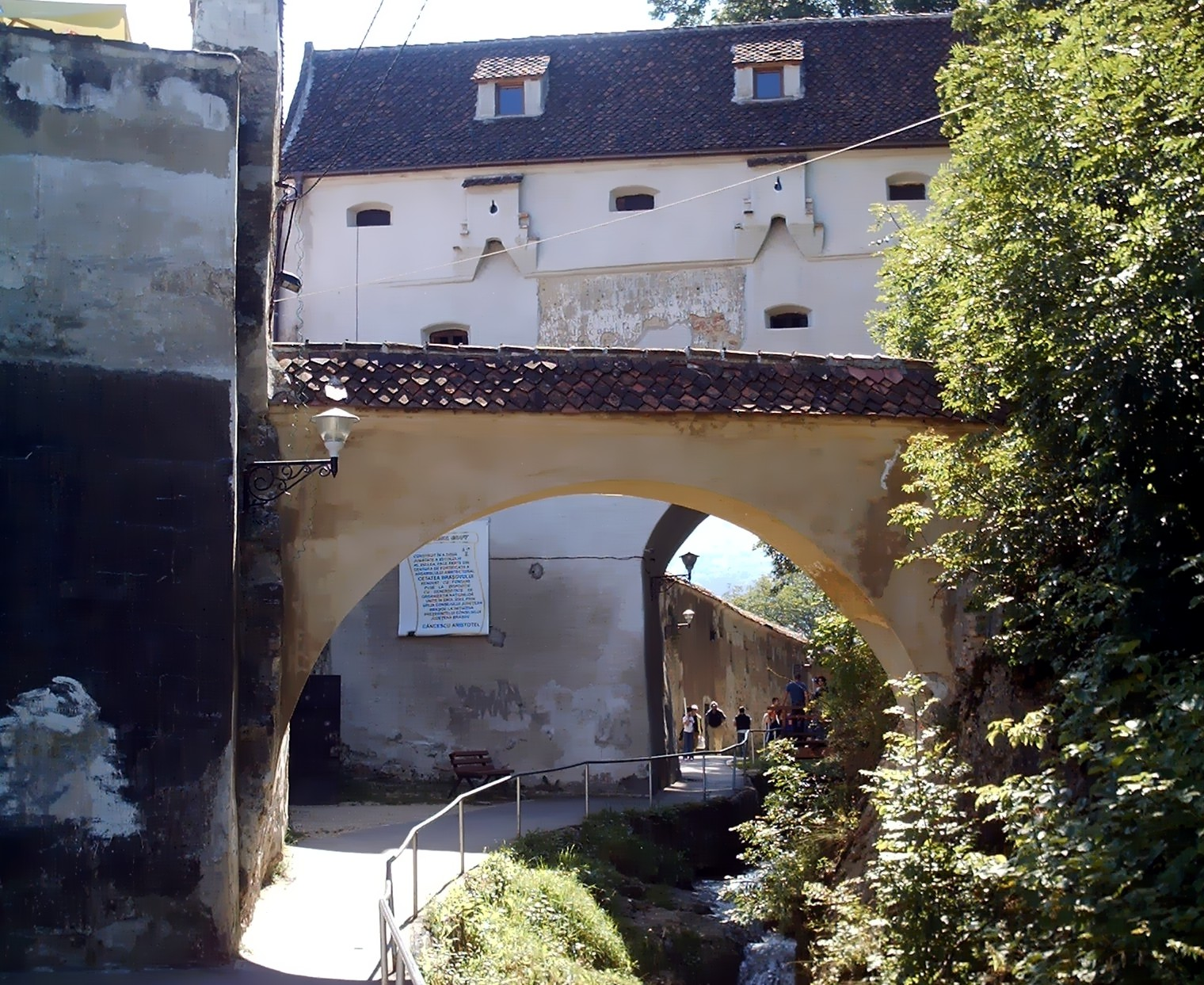
A Graft-bástya és egy boltív
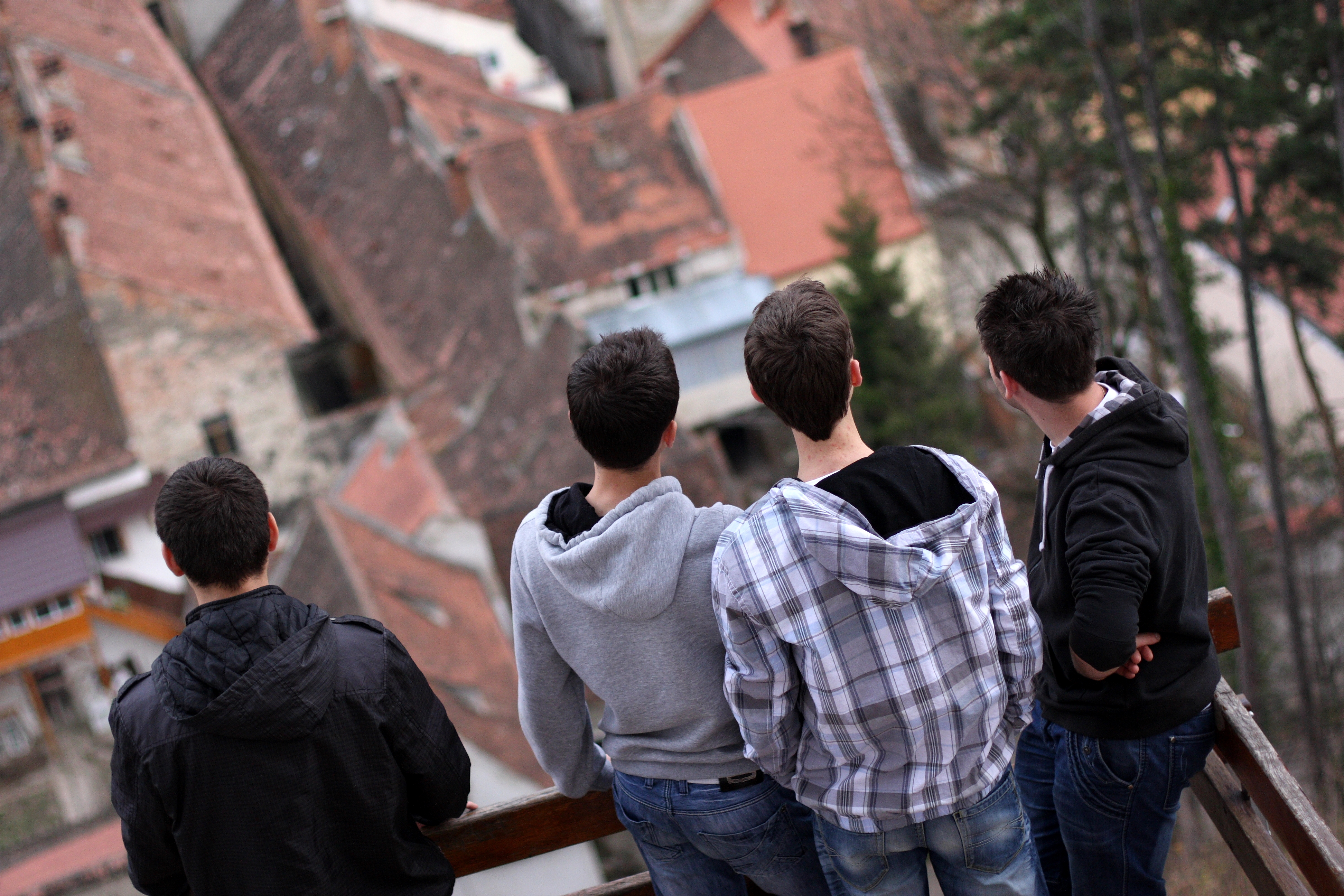
A Fehér torony kilátóján
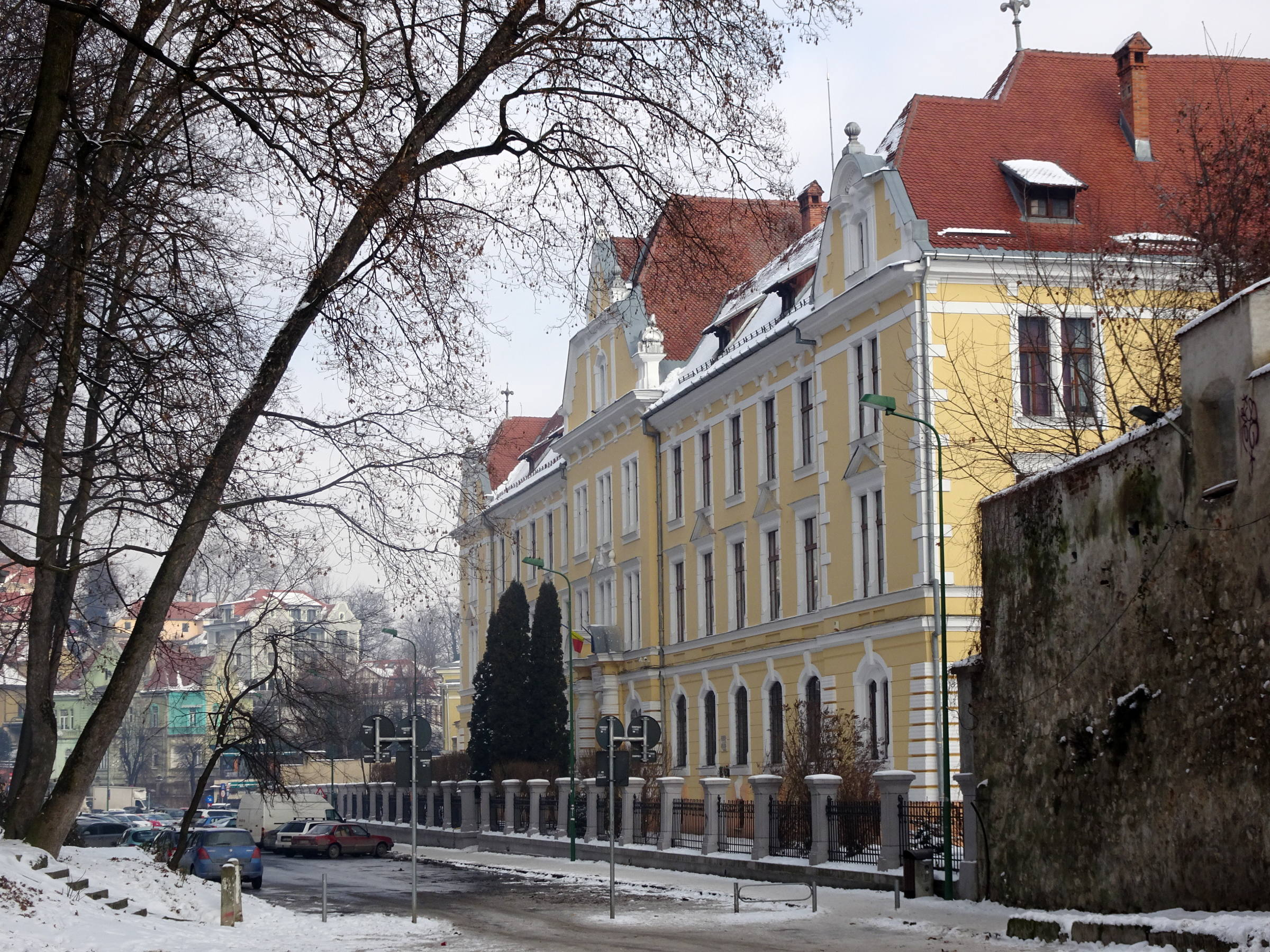
Az Áprily épülete